# Lista över ordenskamrerer vid Kungl. Maj:ts Orden
Detta är en lista över Kungl. Maj:ts Ordens kamrerer. Ämbetet upphörde 31 december 1974.

## Ordenskamrerer
- 1748–1763: Johan von Wallvijk
- 1763–1769: Jöran Adlerberg
- 1769–1775: Lars Silfverstolpe
- 1775–1779: Fredrik Adolf Ulrik Cronstedt
- 1770–1785: Carl Fredrik Fredenheim
- 1785–1789: Carl Lagerbring
- 1789–1802: Olof Elias Lagerheim
- 1802–1808: Henrik Wilhelm Iserhjelm
- 1808–1810: Lars David von Troil
- 1810–1817: John Adolf Leyonmarck
- 1817–1825: Eric Gabriel von Rosén
- 1825–1826: Nils Wilhelm Stråle af Ekna
- 1826–1832: Lars Herman Gyllenhaal
- 1832–1840: Otto Wilhelm Staël von Holstein
- 1840–1851: C. G. D. Mörner
- 1851–1860: Lars Stiernstedt
- 1860–1883: Gustaf Wilhelm Johan Ehrenborgh
- 1883–1904: Otto Casimir Cronstedt
- 1904–1924: August Stiernstedt
- 1924–1935: Nils Fredrik Stiernstedt
- 1935–1941: Magnus af Ugglas
- 1941–1960: Gustaf Lewenhaupt
- 1960–1965: Carl Edvard Fredrik Gregory Palmqvist
- 1965–1974: Kjell Hasselgren